# 185216 Gueiren
185216 Gueiren è un asteroide della fascia principale. Scoperto nel 2006, presenta un'orbita caratterizzata da un semiasse maggiore pari a 2,6204976 UA e da un'eccentricità di 0,1861904, inclinata di 3,09595° rispetto all'eclittica.